# Oleg Șișchin
Oleg Șișchin (n. 7 ianuarie 1975, în Chișinău) este un fotbalist internațional moldovean, care în prezent evoluează la clubul Academia Chișinău.
Oleg Șișchin a jucat în 38 de meciuri pentru echipa națională de fotbal a Moldovei.